# Supercopa de Francia 2020
La Supercopa de Francia 2020 fue la 44.ª edición de la Supercopa de Francia. Originalmente programada para el 1 de agosto de 2020, la final se pospuso debido a los trastornos en el calendario deportivo resultantes de la pandemia COVID-19 en 2020. El partido se disputó el 13 de enero de 2021. 
En esta edición, se enfrentaron el Paris Saint-Germain, campeón de la Ligue 1 2019-20 y de la Copa de Francia 2019-20, contra el Olympique de Marsella, subcampeón de la Ligue 1 2019-20.
En febrero de 2020, la Ligue de Football Professionnel evoca tres opciones para albergar la Supercopa de 2020 que tendría lugar el 1 de agosto de 2020: Abiyán, Minneapolis o Burdeos. La decisión debía tomarse en la primavera de ese año, pero la ciudad no se eligió debido a la pandemia de COVID-19.
En diciembre de 2020, la junta directiva de la Liga decide, previa consulta entre sus miembros, que el partido se disputará en el estadio Bollaert-Delelis de Lens.

## Equipos participantes
|   | Equipo                | Vía de clasificación                                       | Participaciones | Última participación      | Mejor desempeño                                              |
| - | --------------------- | ---------------------------------------------------------- | --------------- | ------------------------- | ------------------------------------------------------------ |
| 1 | Paris Saint-Germain   | Campeón de la Ligue 1 2019-20 y la Copa de Francia 2019-20 | 14              | Supercopa de Francia 2019 | Campeón 1995, 1998, 2013, 2014, 2015, 2016, 2017, 2018, 2019 |
| 2 | Olympique de Marsella | Subcampeón de la Ligue 1 2019-20                           | 7               | Supercopa de Francia 2011 | Campeón 1971, 2010, 2011                                     |

## Sede
| Francia                          |                          |
| Ciudad                           | Estadio                  |
| Lens                             | Estadio Bollaert-Delelis |
|                                  |                          |
| 41 809 espectadores              |                          |
| Final Trophée des champions 2020 |                          |

## Partido

### Ficha del partido
| 1          | POR        | Keylor Navas        |     |
| 24         | DEF        | Alessandro Florenzi |     |
| 5          | DEF        | Marquinhos          |     |
| 22         | DEF        | Abdou Diallo        |     |
| 20         | DEF        | Layvin Kurzawa      | 65' |
| 8          | MED        | Leandro Paredes     | 88' |
| 21         | MED        | Ander Herrera       | 90' |
| 6          | MED        | Marco Verratti      |     |
| 7          | MED        | Kylian Mbappé       |     |
| 11         | MED        | Ángel Di María      | 65' |
| 9          | DEL        | Mauro Icardi        | 88' |
| Entrenador | Entrenador | Mauricio Pochettino |     |

| 30         | POR        | Steve Mandanda    | 46' |
| 2          | DEF        | Hiroki Sakai      |     |
| 3          | DEF        | Álvaro González   |     |
| 15         | DEF        | Duje Ćaleta-Car   |     |
| 25         | DEF        | Yūto Nagatomo     | 66' |
| 4          | MED        | Boubacar Kamara   |     |
| 22         | MED        | Pape Gueye        | 56' |
| 21         | MED        | Valentin Rongier  | 80' |
| 7          | DEL        | Nemanja Radonjić  | 56' |
| 26         | DEL        | Florian Thauvin   |     |
| 10         | DEL        | Dimitri Payet     |     |
| Entrenador | Entrenador | André Villas-Boas |     |

| 10 | DEL | Neymar           | 65' |
| 3  | DEF | Presnel Kimpembe | 65' |
| 15 | MED | Danilo Pereira   | 88' |
| 18 | DEL | Moise Kean       | 88' |
| 19 | MED | Pablo Sarabia    | 90' |

| 16 | POR | Yohann Pelé     | 46' |
| 9  | DEL | Darío Benedetto | 56' |
| 8  | MED | Morgan Sanson   | 56' |
| 29 | DEF | Pol Lirola      | 66' |
| 28 | DEL | Valère Germain  | 80' |

| Anotado         | 39' | Mauro Icardi | 1–0 |
| Anotado · Penal | 85' | Neymar       | 2–0 |

| Anotado | 89' | Dimitri Payet | 2–1 |

| Amonestado | 90+4' | Kylian Mbappé |

| Amonestado | 17' | Nemanja Radonjić |
| Amonestado | 26' | Yūto Nagatomo    |
| Amonestado | 72' | Pol Lirola       |
| Amonestado | 77' | Álvaro González  |

| Árbitro             | Ruddy Buquet     |
| Árbitros asistentes | Guillaume Debart |
| Árbitros asistentes | Benjamin Pages   |
| Cuarto árbitro      | Mikael Lesage    |

| 1          | POR        | Keylor Navas        |     |
| 24         | DEF        | Alessandro Florenzi |     |
| 5          | DEF        | Marquinhos          |     |
| 22         | DEF        | Abdou Diallo        |     |
| 20         | DEF        | Layvin Kurzawa      | 65' |
| 8          | MED        | Leandro Paredes     | 88' |
| 21         | MED        | Ander Herrera       | 90' |
| 6          | MED        | Marco Verratti      |     |
| 7          | MED        | Kylian Mbappé       |     |
| 11         | MED        | Ángel Di María      | 65' |
| 9          | DEL        | Mauro Icardi        | 88' |
| Entrenador | Entrenador | Mauricio Pochettino |     |

| 30         | POR        | Steve Mandanda    | 46' |
| 2          | DEF        | Hiroki Sakai      |     |
| 3          | DEF        | Álvaro González   |     |
| 15         | DEF        | Duje Ćaleta-Car   |     |
| 25         | DEF        | Yūto Nagatomo     | 66' |
| 4          | MED        | Boubacar Kamara   |     |
| 22         | MED        | Pape Gueye        | 56' |
| 21         | MED        | Valentin Rongier  | 80' |
| 7          | DEL        | Nemanja Radonjić  | 56' |
| 26         | DEL        | Florian Thauvin   |     |
| 10         | DEL        | Dimitri Payet     |     |
| Entrenador | Entrenador | André Villas-Boas |     |

| 10 | DEL | Neymar           | 65' |
| 3  | DEF | Presnel Kimpembe | 65' |
| 15 | MED | Danilo Pereira   | 88' |
| 18 | DEL | Moise Kean       | 88' |
| 19 | MED | Pablo Sarabia    | 90' |

| 16 | POR | Yohann Pelé     | 46' |
| 9  | DEL | Darío Benedetto | 56' |
| 8  | MED | Morgan Sanson   | 56' |
| 29 | DEF | Pol Lirola      | 66' |
| 28 | DEL | Valère Germain  | 80' |

| Anotado         | 39' | Mauro Icardi | 1–0 |
| Anotado · Penal | 85' | Neymar       | 2–0 |

| Anotado | 89' | Dimitri Payet | 2–1 |

| Amonestado | 90+4' | Kylian Mbappé |

| Amonestado | 17' | Nemanja Radonjić |
| Amonestado | 26' | Yūto Nagatomo    |
| Amonestado | 72' | Pol Lirola       |
| Amonestado | 77' | Álvaro González  |

| Árbitro             | Ruddy Buquet     |
| Árbitros asistentes | Guillaume Debart |
| Árbitros asistentes | Benjamin Pages   |
| Cuarto árbitro      | Mikael Lesage    |

| Bandera de Francia                      |
| Campeón Paris Saint-Germain 10.º título |